# 바네사 바우체
바네사 바우체(Vanessa Bauche, 1973년 2월 18일 ~ )는 멕시코의 배우이다. 2002 아리엘상 여우조연상 수상자이다.

## 출연 작품
- 자매들 (2012)
- 토미리존스의 쓰리베리얼 (2005)
- 디나 - 마지막 숨결까지 (2004)
- 거리의 아이들 (2001)
- 결혼식 밤 (2000)
- 아모레스 페로스 (2000)
- 원 맨 히어로 (1999)
- 마스크 오브 조로 (1998)
- 하스타 모리 (1994)
- 하이웨이 패트롤맨 (1991)